# Struer
Struer är en tätort och stad som utgör centralort i Struers kommun i Region Mittjylland i västra Danmark. Tätorten hade 10 375 invånare den 1 januari 2017. Struer ligger vid Venø Bugt, en del av Limfjorden. Närmaste större samhälle är staden Holstebro, 15 kilometer söder om Struer. 
Elektronikföretaget Bang & Olufsen har huvudkontor och fabrik i Struer. Järnvägslinjerna Thybanen, Langå–Struer Jernbane och Struer–Holstebro Jernbane strålar samman i staden.